# Jan Willem Evers
Pour les articles homonymes, voir Evers.
Jan Willem Evers, né le 24 mai 1756 à Arnhem et mort dans cette ville le 26 juin 1832, est un homme politique néerlandais.

## Biographie
Marchand puis membre de la municipalité d'Arnhem, Evers est élu député de la ville à la première assemblée nationale batave. Unitariste, il siège à la commission travaillant à l'uniformisation des administrations municipales.
Il devient président du tribunal de commerce du département des Bouches-de-l'Yssel en 1812 puis de la province d'Overijssel en 1814, jusqu'en 1819.